# Staraja Rudnia (przystanek kolejowy)
Staraja Rudnia (biał. Старая Рудня; ros. Старая Рудня) – przystanek kolejowy w miejscowości Staraja Rudnia, w rejonie żłobińskim, w obwodzie homelskim, na Białorusi. Położony jest na linii Homel - Żłobin - Mińsk.